# Henri Huet
Pour les articles homonymes, voir Huet.
Henri Huet est un artiste peintre et reporter-photographe de guerre français, né le 14 avril 1927 à Đà Lạt (Indochine) et mort le 10 février 1971 au Laos. 

## Biographie
Henri Huet naît en avril 1927 à Đà Lạt, en Indochine française. Son père Gilles Huet est  français, ingénieur à la direction générale de travaux public du gouvernement général de l’Indochine. Sa mère, Pham-Thi-Tâm, est issue d’une famille de lettrés annamites. 
Second d’une fratrie de quatre enfants, Henri Huet est envoyé en France en 1933 avec ses deux frères afin de recevoir une éducation européenne. Il fréquente l’école communale de Roz-sur-Couesnon et passe ses vacances à Dinard et Saint-Malo. 
Entre 1945 et 1948 il suit des cours dans l'atelier du peintre Mathurin Méheut et étudie la perspective avec l'architecte Raymond Cornon à l'école régionale des beaux-arts de Rennes, dirigée par Pierre Galle. Parmi ses condisciples : Jacques Villeglé, Geoffroy Dauvergne, Joseph Archepel, Roger Marage, Frédéric Back…  Il entame une activité de peintre.
Pour retourner dans son pays natal, il s’enrôle dans la Marine nationale et, après une formation en photographie, il est envoyé en 1950 à la base militaire de Cát Lái, où il dirige le labo photo. Il effectue des missions de photographie aérienne pour l'aéronautique navale et couvre parfois des combats au sol.
En février 1952, désapprouvant l’action de l’armée française en Indochine, il démissionne pour travailler dans un studio de photo à Saïgon où il fait des portraits et des photos de mariage. 
Il se marie et devient père de deux enfants. Pendant les dix années suivantes, il est photographe pour les services de l'Information américains, et couvre de nombreux déplacements officiels.
En novembre 1963, Henri Huet prend des photos du coup d'État contre le président Ngô Đình Diệm, et publie six pages dans Paris Match. C’est le début de sa carrière de photojournaliste.  
Il devient photographe pour United Press International puis Associated Press à partir de 1965. Il part à Cuba puis au Japon, et il revient au Viêt Nam en 1970 alors que la guerre fait à nouveau rage. 
En avril 1966, il est récompensé par le prix Robert Capa, pour les photos prises pendant la bataille d'An Thi en janvier 1966. Ses enfants quittent le Viêt Nam pour la France avec leur mère, qui a demandé le divorce, car la situation liée à la guerre devient trop dangereuse pour eux.  
Le 10 février 1971, au cours de l'invasion du Laos par les troupes sud-vietnamiennes, Henri Huet et quatre autres photographes, Larry Burrows, envoyé spécial de Life, Kent Potter d’United Press International, Keizaburo Shimamoto de Newseek et Tu Vu, photographe de l’armée vietnamienne, trouvent la mort quand l’hélicoptère des forces armées vietnamiennes dans lequel ils viennent de prendre place est abattu par des tirs de l’armée nord vietnamienne, au-dessus de la piste Ho Chi Minh.

## Son œuvre
La photographie d'Henri Huet, entièrement en noir et blanc, se caractérise par une attention particulière à la composition de ses photos. Comme le note sa nièce, Hélène Gédouin, Henri a été étudiant à l'École des beaux-arts. Il en a toujours conservé une certaine façon de voir les choses. D'une certaine manière donc, il regarde la guerre en artiste. Ce qui ne l'empêche pas de montrer un souci permanent pour les conditions de vie des civils vietnamiens.  
Le 4 novembre 1965, Huet est l'auteur de la photographie des derniers instants de la photographe de guerre américaine Dickey Chapelle touchée par une mine près de la base américaine de Chu Lai (en) au Sud Viêt Nam.
Huet était considéré par ses collègues comme « courageux et compétent » ; le chef de bureau de l'UPI, Dirck Halstead, dira que Huet « avait toujours le sourire ».

## Citations
- « Je crois au destin. Au cœur d'une bataille, je pense : je ne suis pas un soldat, je ne peux être touché. Le jour où l'on cesse de penser comme cela, il faut cesser de travailler »[5]

## Expositions
- 2006 : Henri Huet - Associated Press, Visa pour l'Image, couvent des Minimes de Perpignan.
- 2011 : Rétrospective, Paris, Maison européenne de la photographie[3].
- 2015 : Henri Huet, rétrospective, La Tour Bidouane, Saint-Malo[2].

## Prix
- 1966 : Prix Robert Capa Gold Medal de l'Overseas Press Club of America, pour son cliché représentant deux soldats américains blessés, qui fera la une de Life et de Time Magazine[2].

## Sources
Cet article est rédigé à partir des informations contenues dans : 
- Horst Faas, Hélène Gédouin, Henri Huet, j'étais photographe de guerre au Viêtnam, Éditions du Chêne, Hachette Livre, 2006 , 192 pages,  (ISBN 2842776542)
- Bernard Thomazeau, « En souvenir d'un grand photographe de guerre Henri Huet ».
- J.M., « Un reporter photographe au plus près de l'action », Le Pays Malouin.
- Stéphanie Bazylak, « Le reporter photo Henri Huet à la tour Bidouane », Ouest-France, 11 avril 2015.
- Alain Valtat, Catalogue Raisonné du peintre Geoffroy Dauvergne 1922-1977, Éditions Levana , Sceaux, 1996, pp. 20-21.